# Bactrodesmium esheri
Bactrodesmium esheri är en svampart som beskrevs av P.M. Kirk 1983. Bactrodesmium esheri ingår i släktet Bactrodesmium, klassen Dothideomycetes, divisionen sporsäcksvampar och riket svampar.   Inga underarter finns listade i Catalogue of Life.